# Nanjing Ladies Open
Nanjing Ladies Open – żeński turniej tenisowy kategorii WTA 125K series zaliczany do cyklu WTA w sezonu 2013, natomiast w 2015 roku rozegrano turniej rangi ITF rozgrywany na twardych kortach w Chińskiej miejscowości Nankin.

## Mecze finałowe

### gra pojedyncza
| Rok                 | Mistrzyni                  | Finalistka                 | Wynik                      |                            |
| 2015                | Hsieh Su-wei               | Julija Putincewa           | 7:6(5), 2:6, 6:2           |                            |
| ↑ ITF ↑             |                            |                            |                            |                            |
| 2014                | Turniej nie był rozgrywany | Turniej nie był rozgrywany | Turniej nie był rozgrywany | Turniej nie był rozgrywany |
| 2013                | Zhang Shuai                | Ayumi Morita               | 6:4 krecz                  |                            |
| ↑ WTA 125K series ↑ |                            |                            |                            |                            |

### gra podwójna
| Rok                 | Mistrzynie                 | Finalistki                      | Wynik                      |                            |
| 2015                | Shūko Aoyama Eri Hozumi    | Chan Chin-wei Zhang Kailin      | 6:1, 7:6(3)                |                            |
| ↑ ITF ↑             |                            |                                 |                            |                            |
| 2014                | Turniej nie był rozgrywany | Turniej nie był rozgrywany      | Turniej nie był rozgrywany | Turniej nie był rozgrywany |
| 2013                | Misaki Doi Xu Yifan        | Jarosława Szwiedowa Zhang Shuai | 6:1, 6:4                   |                            |
| ↑ WTA 125K series ↑ |                            |                                 |                            |                            |